# That Mail Order Suit
That Mail Order Suit è un cortometraggio muto del 1913 diretto da William Duncan.

## Trama
Per conquistare Betty e mettere nell'angolo i suoi rivali, Steve ordina per posta un abito per fare bella figura con la ragazza. Il risultato non sarà quello sperato ma, alla fine, Steve si presenterà vestito correttamente e vincerà la sfida.

## Produzione
Il film fu prodotto dalla Selig Polyscope Company.

## Distribuzione
Distribuito dalla General Film Company, il film - un cortometraggio di 150 metri - uscì nelle sale cinematografiche statunitensi il 18 aprile 1913. Nelle proiezioni, veniva programmato con il sistema dello split reel, accorpato in un'unica bobina con un altro cortometraggio prodotto dalla Selig, la commedia Cured of Her Love.